# Aleksandr Dvórnikov
Aleksandr Vladímirovich Dvórnikov (en ruso: Алекса́ндр Влади́мирович Дво́рников; Ussuriisk, 22 de agosto de 1961) es un general del ejército de la fuerza terrestre rusa que comandó la intervención rusa en Siria y la invasión rusa de Ucrania, condecorado como Héroe de la Federación de Rusia.
En 2015, se convirtió en comandante de las Fuerzas Armadas rusas en Siria durante la intervención militar rusa allí. En ese momento cimentó una reputación por la dura conducción de sus campañas militares como las de Chechenia antes.
En abril de 2022, Dvórnikov fue puesto a cargo de las operaciones militares durante la guerra de Ucrania, hasta que fue sustituido por el coronel general Guennadi Zhidko a finales de mayo de 2022.

## Trayectoria militar
Dvórnikov se enlistó en el Ejército Soviético en 1978 después de graduarse de la Escuela Militar Suvórov de Ussuriisk. Posteriormente ingresó a la Escuela Superior de Mando Militar de Moscú, graduándose cuatro años más tarde, después de lo cual Dvórnikov sirvió en el Distrito Militar del Lejano Oriente. Continuó con sus estudios en la Academia Militar Frunze, graduándose en 1991. Dvórnikov fue enviado al Grupo Occidental de Fuerzas, sirviendo como comandante de batallón en la 6.ª Brigada Motorizada de Fusileros.
A finales de la década de 1990, comandó regimientos en la 10.ª División de Tanques y la 2.ª División Motorizada de Fusileros. Dvórnikov se convirtió en jefe de Estado Mayor y luego en comandante de una división motorizada de fusileros en el Distrito Militar del Cáucaso Norte. Después de graduarse de la Academia Militar del Estado Mayor, se convirtió en subcomandante y jefe de Estado Mayor del 36.º Ejército. En 2008, Dvórnikov asumió el mando del 5.º Ejército de Bandera Roja. Luego de servir como subcomandante del Distrito Militar Oriental, Dvórnikov se convirtió en jefe de Estado Mayor del Distrito Militar Central, sirviendo como comandante suplente por un mes.
En septiembre de 2015, a principios de la intervención militar en Siria, se convirtió en comandante de las Fuerzas Armadas rusas en Siria. Dvórnikov fue condecorado con el título de Héroe de la Federación de Rusia por liderar la intervención militar rusa en Siria, y en septiembre de 2016 fue nombrado comandante del Distrito Militar Sur.  Por decreto del presidente Putin, Dvórnikov fue ascendido al rango de general del ejército el 23 de junio de 2020.

### Invasión rusa de Ucrania
En abril de 2022, Dvórnikov fue puesto al mando de las operaciones militares de la invasión rusa de Ucrania.
Reputación militar
La reputación militar de Dvórnikov es citada a menudo en la prensa internacional por la dura conducta de sus campañas militares, particularmente en Chechenia y Siria. Ha sido acusado de haber seguido tácticas de tierra quemada. El almirante retirado de la Marina de los Estados Unidos James G. Stavridis dijo en una entrevista que Dvórnikov se ganó el epíteto de "el carnicero de Siria".
Sin embargo, el Instituto para el Estudio de la Guerra ha señalado que aunque el mandato de Dvornikov estuvo marcado por un gran número de muertes civiles, no fue especialmente sangriento en comparación con toda la operación, ya que el ejército ruso apuntó a civiles sirios y a infraestructuras críticas durante toda su intervención en Siria. Según una investigación realizada por Cathrin Schaer y Emad Hassan publicada en los medios de comunicación alemanes financiados por el estado, Deutsche Welle, las estadísticas también demuestran que Dvornikov no abrió un nuevo y más violento capítulo en la guerra siria.